# Melaleuca arenicola
Melaleuca arenicola är en myrtenväxtart som beskrevs av Spencer Le Marchant Moore. Melaleuca arenicola ingår i släktet Melaleuca och familjen myrtenväxter. Inga underarter finns listade i Catalogue of Life.